# 加馬山
63°34′S 56°47′W / 63.567°S 56.783°W
加馬山（英語：Gamma Hill）是南極洲的山丘，位於葛拉漢地的塔巴林半島，處於弗里喬夫灣沿岸，海拔高度超過300公里，現時由南極條約體系管理。